# 摂津峡温泉
摂津峡温泉（せっつきょうおんせん）は、大阪府高槻市（旧国摂津国）にある温泉。2013年現在、施設は旅館「山水館」と、同館が経営する日帰り入浴施設「祥風苑」のみである。

## 泉質
- 含放射線アルカリ泉（湯元摂津峡温泉）泉温21度
- 単純アルカリ泉（摂津峡花の里温泉1号泉）泉温28度
- 重曹泉（摂津峡花の里温泉2号泉）泉温42度（濃厚な重曹泉である）

## 温泉街
それぞれの旅館・施設が離れて立地しており、温泉街はない。「祥風苑」は田園地帯にあるが、「山水館」は摂津峡沿いにあり、大都市に近い場所にありながら深山の雰囲気を楽しめる。

## 歴史
1984年にボーリングにより「摂津峡花の里温泉1号泉」が湧出したことに始まる。
2002年に「摂津峡花の里温泉2号泉」を使って開業した「祥風苑」は、湯量毎分453リットルの豊富な温泉をほとんどの湯船はもちろん、カランやシャワーにも使用している。ただし公衆浴場条例により塩素処理がなされている。
2018年から、「摂津峡花の里温泉・山水館」が将棋の王将戦7番勝負の会場の一つに設定されている。

## 備考

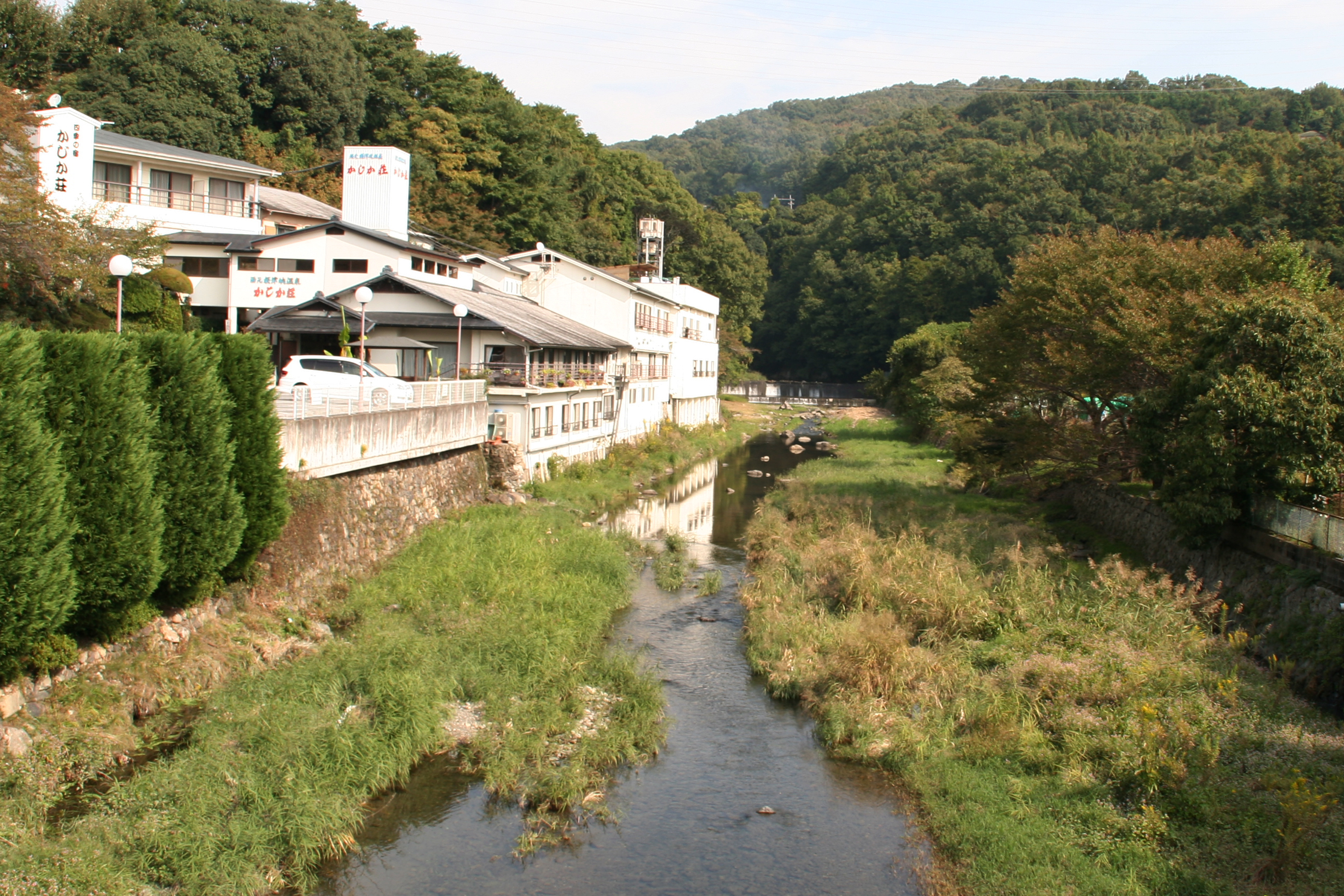
かじか荘

下の口（下流）の入り口に1956年（昭和31年）開業の「かじか荘」という旅館があったが、2010年2月18日に営業を停止した。

## 交通アクセス
高槻市営バス
- JR高槻駅北口より塚脇方面2番のりば（系統50、51番：下の口・塚脇）行き乗車、「塚脇」で下車。

そこからは徒歩5分ほどで「祥風苑」。さらに15分で「山水館」。山水館は宿泊者用の送迎バスもあり。